# 青衣邨

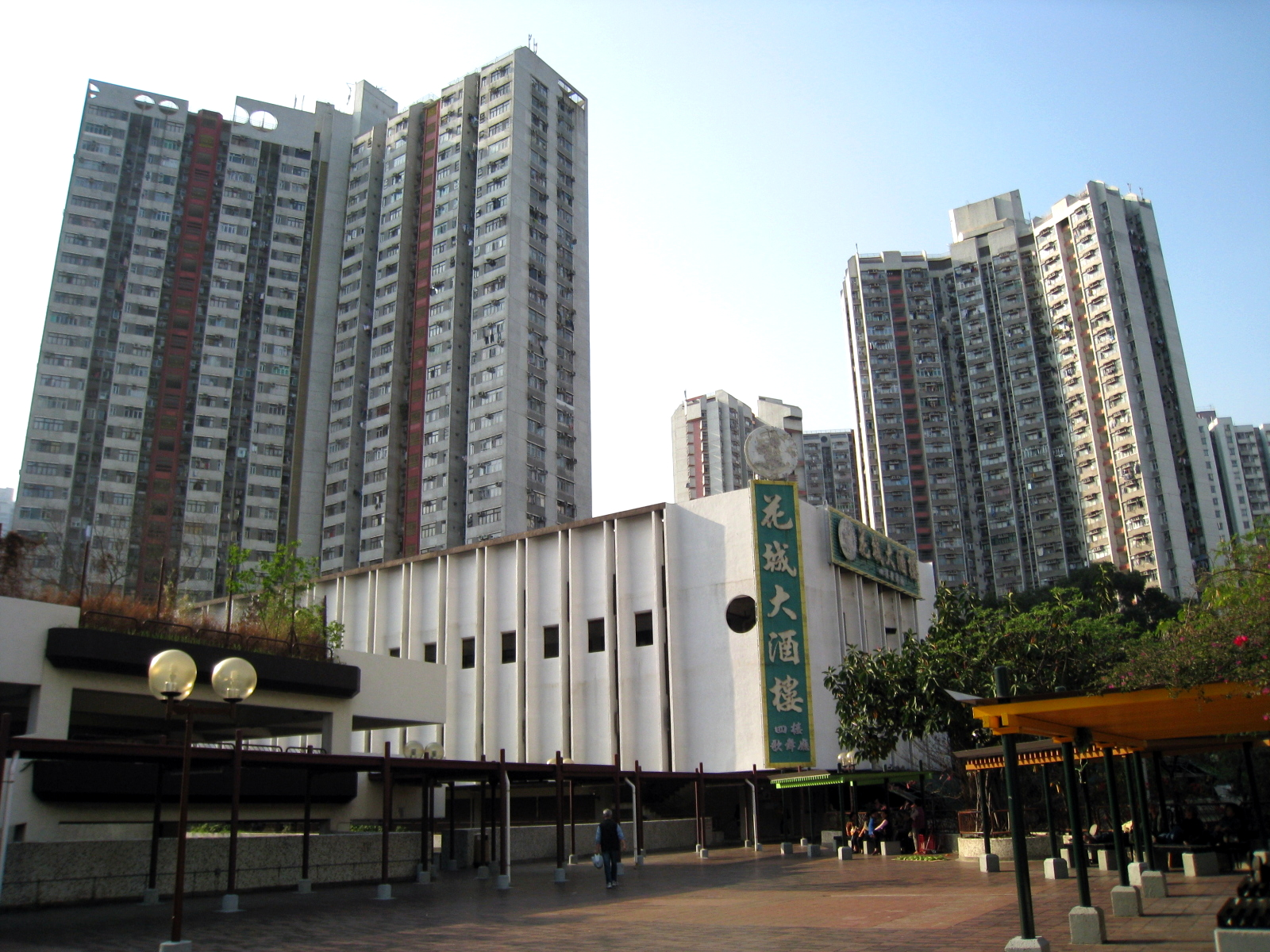
青衣邨宜業樓、宜偉樓及青衣商場（2008年3月）

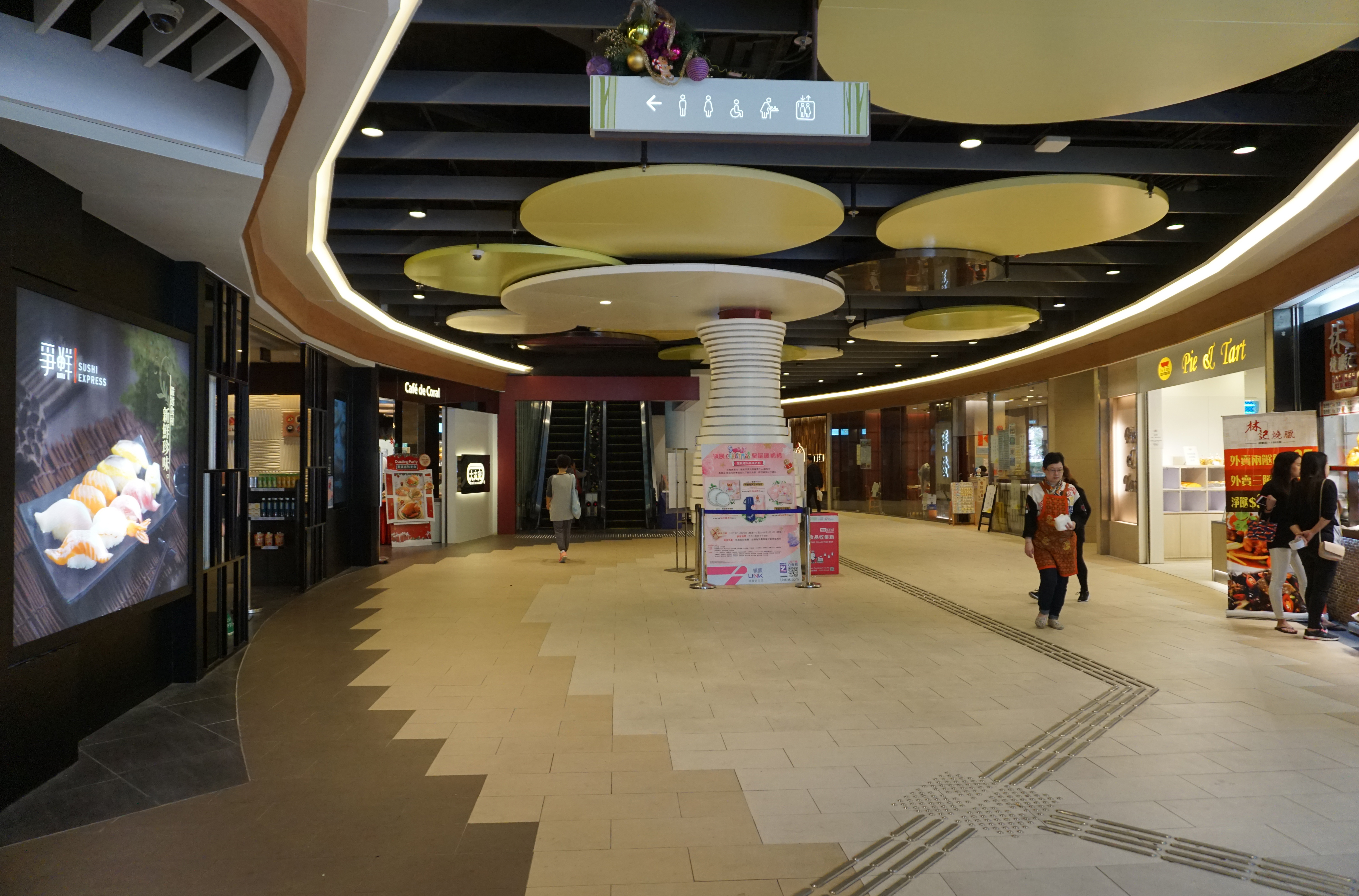
青衣商場地下

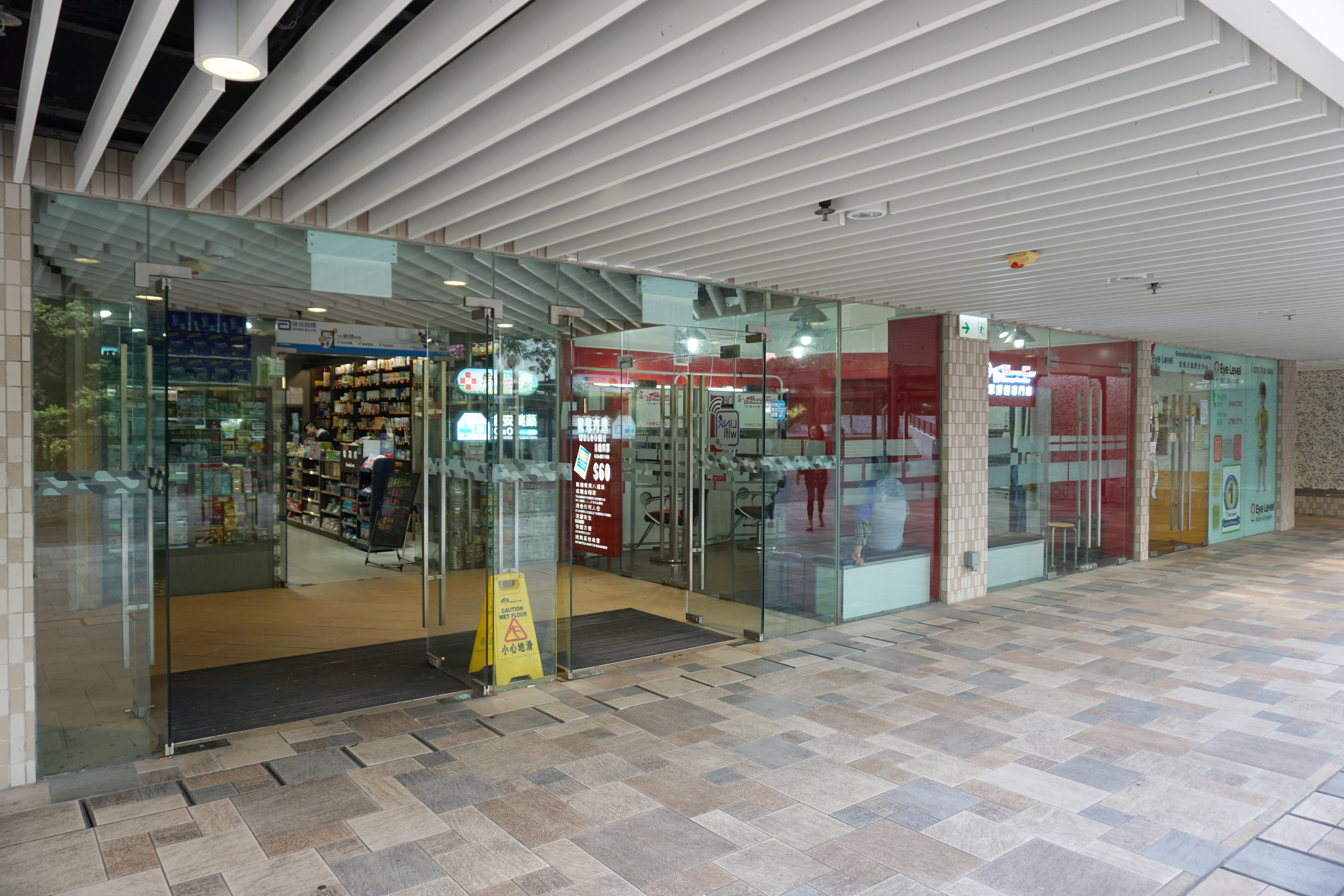
青衣商場1樓

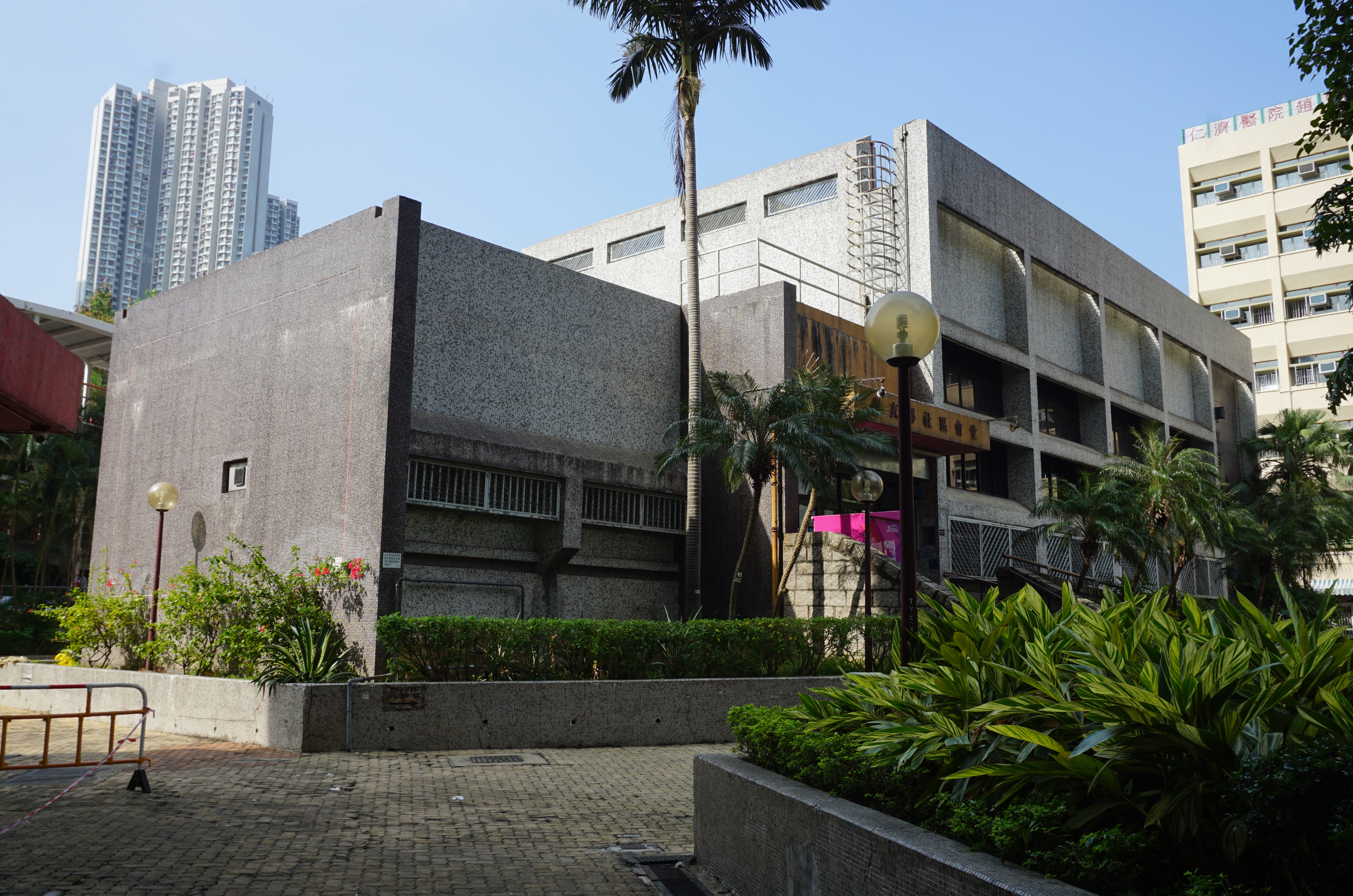
青衣邨社區會堂

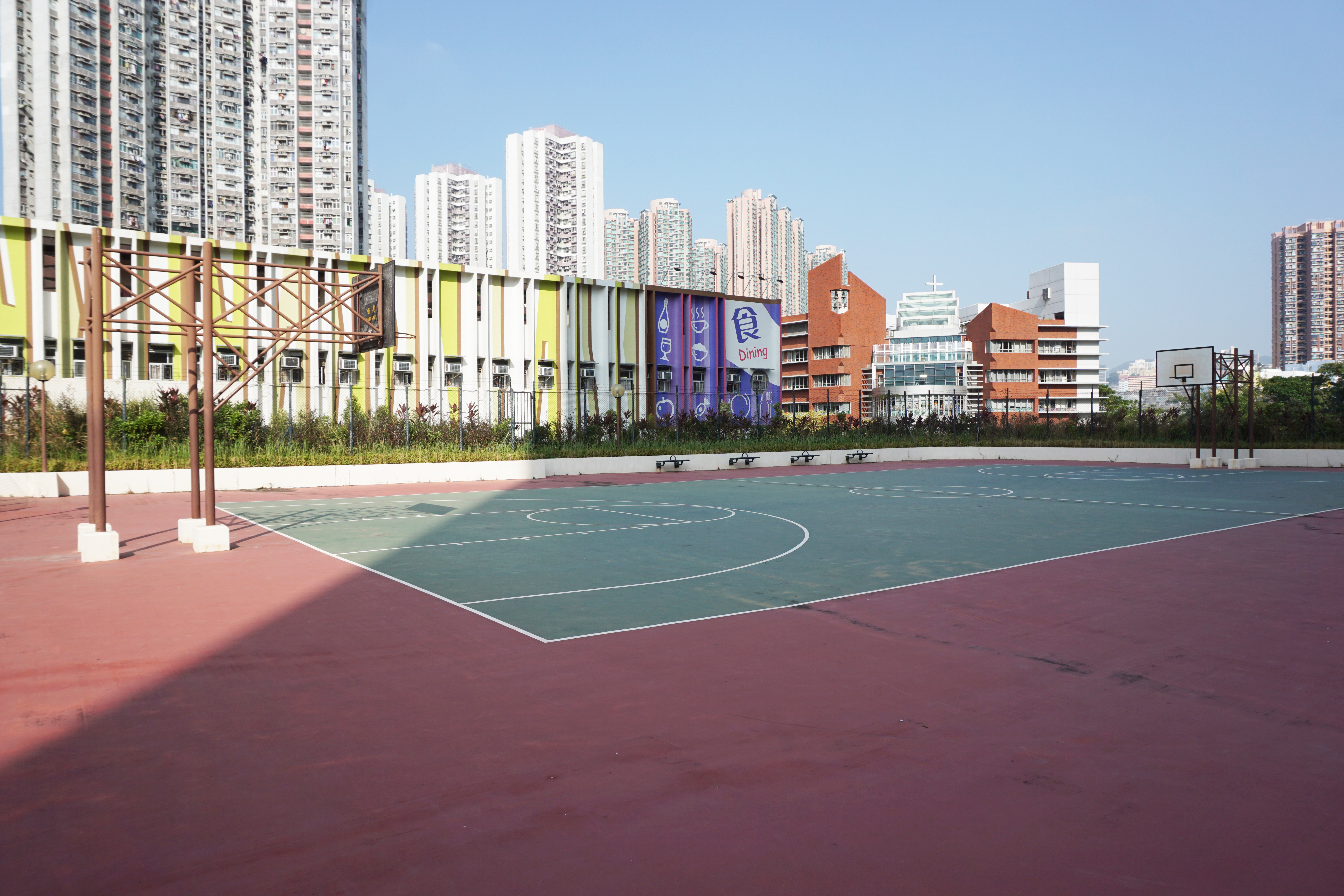
籃球場

青衣邨（英語：Tsing Yi Estate）是香港公共屋邨，項目編號為TW04，位於新界青衣島中部，是青衣島內第三條落成的公共屋邨，前身是青衣墟，鄰近楓樹窩與青衣四村；其中部份土地是由填海得來的，也是少數齊集Y2、Y3及Y4型設計大廈的公共屋邨。青衣邨於1986年6月1日至1989年10月1日落成入伙，由香港房屋委員會管理，其後於2001年2月在租者置其屋計劃（第四期）把單位出售給所屬租戶，現時已成立業主立案法團。

## 屋邨資料

### 樓宇
| 樓宇名稱（座號） | 樓宇類型            | 入伙日期      | 期數 | 樓宇層數 （住宅層數） | 每層伙數      | 單位數目（伙） | 承建商       | 提供升降機的廠商 |
| ---------------- | ------------------- | ------------- | ---- | --------------------- | ------------- | -------------- | ------------ | ---------------- |
| 宜居樓（第1座）  | Y2型                | 1986年6月1日  | 1    | 35 （2-35樓）         | 24 （2-35樓） | 812            | 均利建築     | 快高靈           |
| 宜業樓（第2座）  | Y2型                | 1986年6月1日  | 1    | 35 （4-35樓）         | 24 （4-35樓） | 809            | 均利建築     | 快高靈           |
| 宜偉樓（第3座）  | Y4型 （早期型設計） | 1989年7月1日  | 2    | 35 （3-35樓）         | 18 （3-35樓)  | 606            | 南韓現代建設 | 乘賓             |
| 宜逸樓（第4座）  | Y3型 （早期型設計） | 1989年10月1日 | 2    | 35 （3-35樓）         | 30 （3-35樓） | 990            | 南韓現代建設 | 乘賓             |

值得注意是本邨所有屋宇都與屋邨平台連接，因此各座住客可沿平台前往各大廈的三樓。

### 學校
青衣邨內有一所幼兒園、兩所小學以及一所中學。
- 基督教香港信義會靈工幼兒學校 （页面存档备份，存于）（1988年創辦）（宜居樓A翼地下）
- 荃灣商會學校 （页面存档备份，存于）（1986年創辦）
- 仁濟醫院趙曾學韞小學 （页面存档备份，存于）（1989年創辦）
- 明愛聖若瑟中學（1971年創辦）

已結束
- 新界婦孺福利會梁省德幼稚園（青衣邨）（1986年創辦）（位於青衣邨宜業樓地下）

### 邨內及社區設施
青衣邨內設有多項設施，包括多層停車場、社區會堂、體育館、商場、籃球場及兒童遊樂場。屋苑地下設有巴士總站，並且有樓梯連接上蓋屋邨及行人天橋網絡（由青衣邨二期開始至青衣碼頭）。
在公共設施方面，青衣商場佔地約7,300平方米。商場地下曾經設有街市，主要以售賣雜貨及凍肉為主。2014年商場大部份商店關閉，只餘下1間超級市場及3間冬菇亭熟食檔經營。2014年至2015年商場進行大翻新，並將地下街市及1樓熟食檔改作商舖。

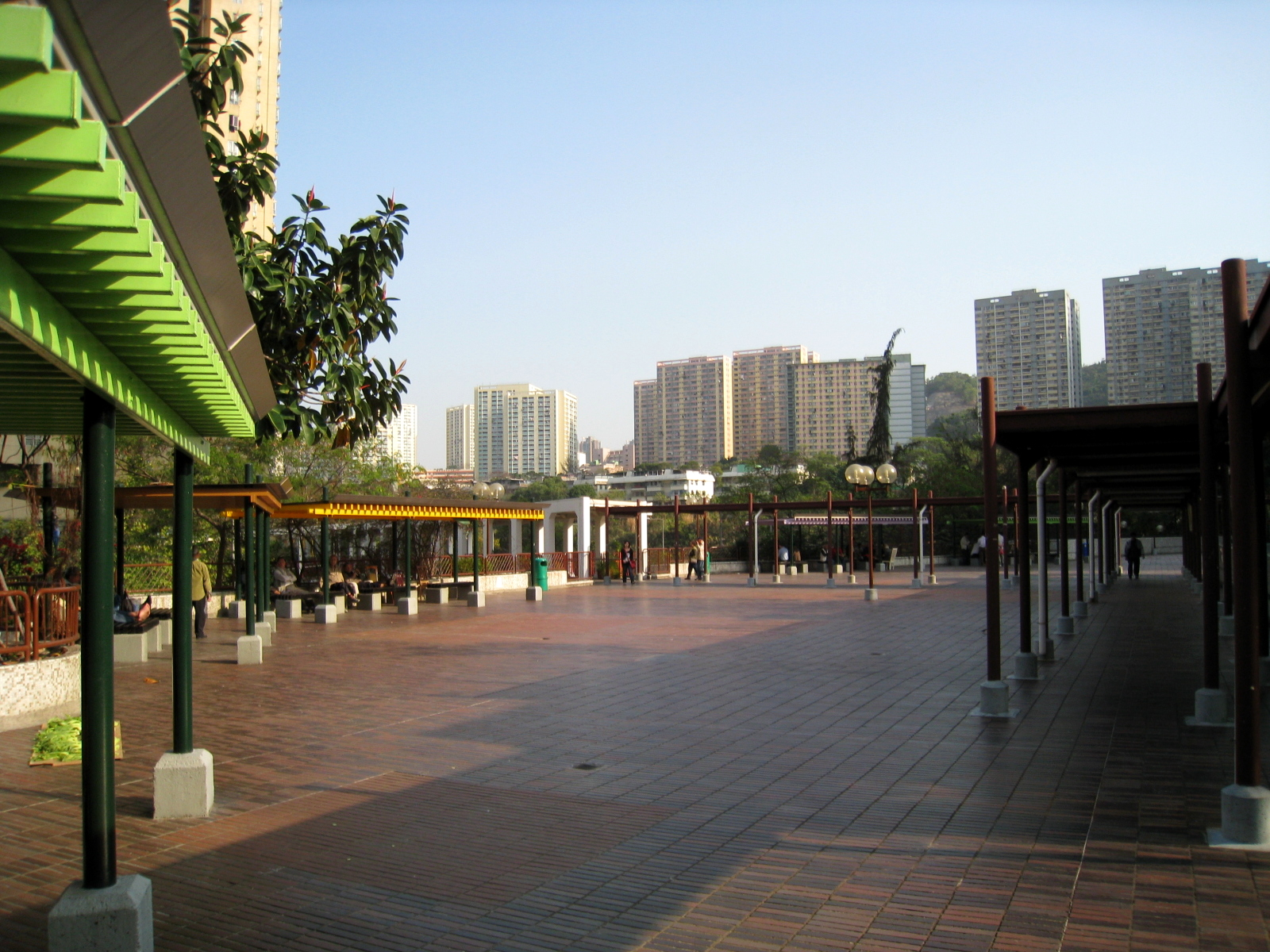
屋邨平台
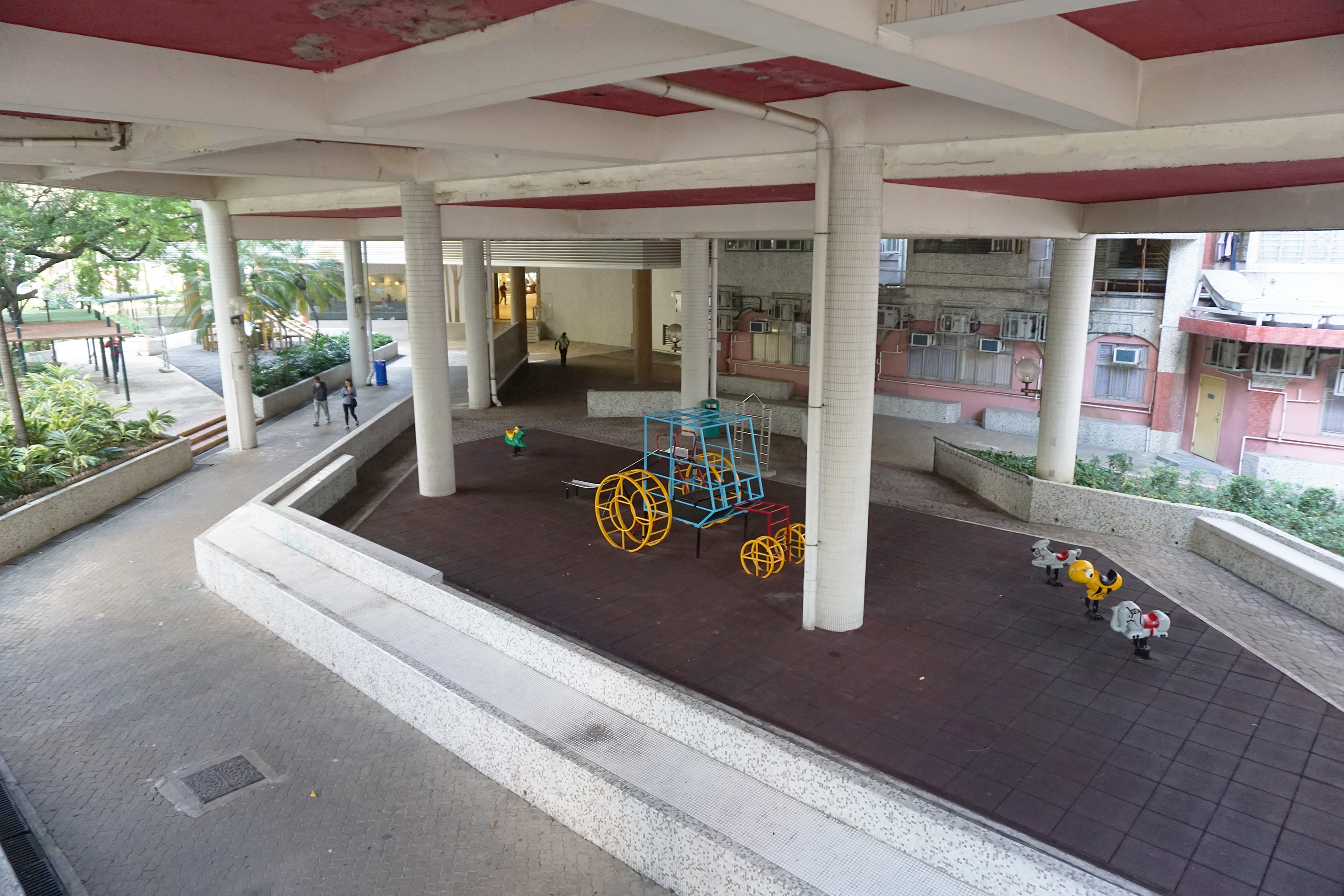
兒童遊樂場
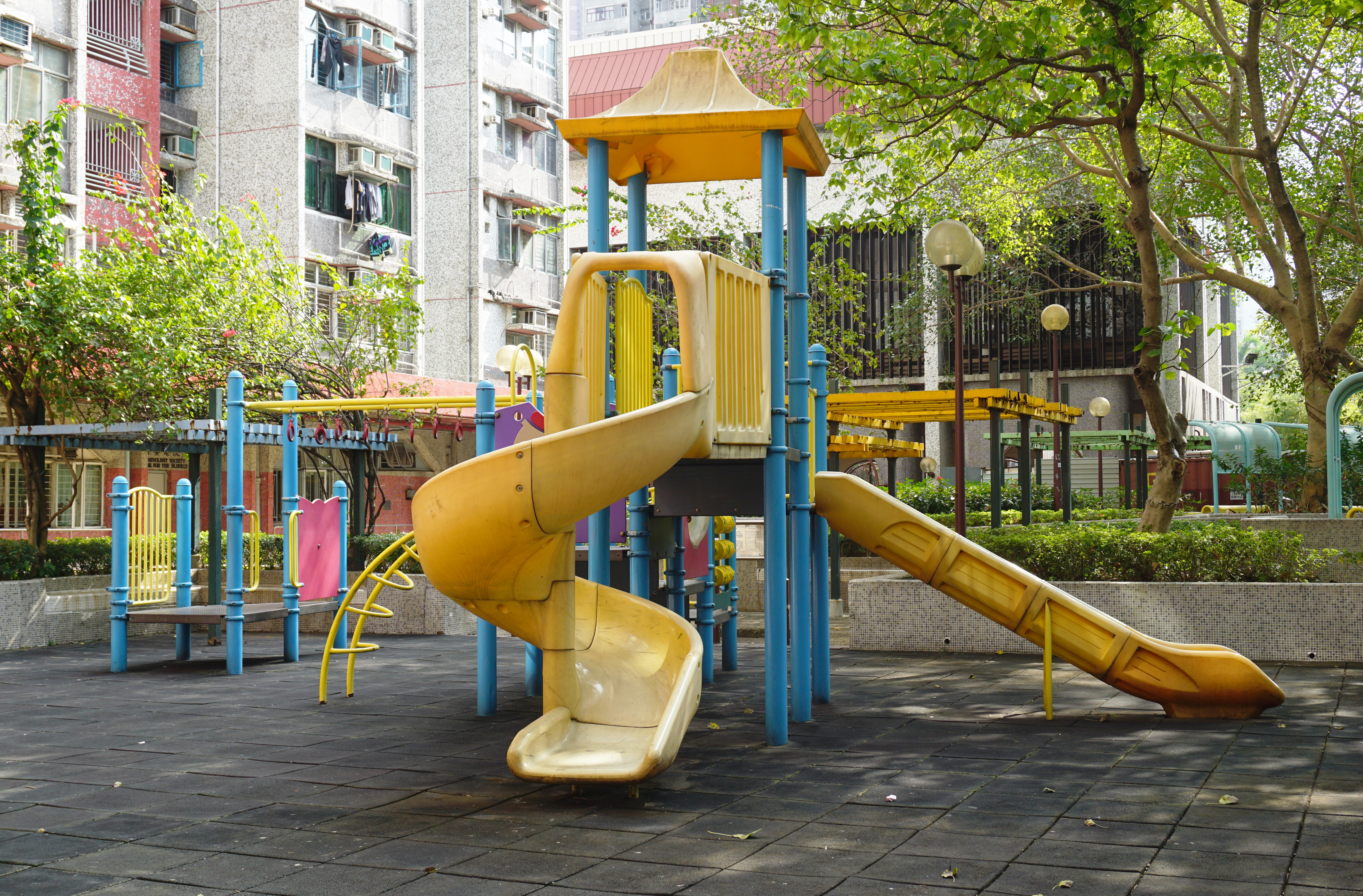
兒童遊樂場（2）
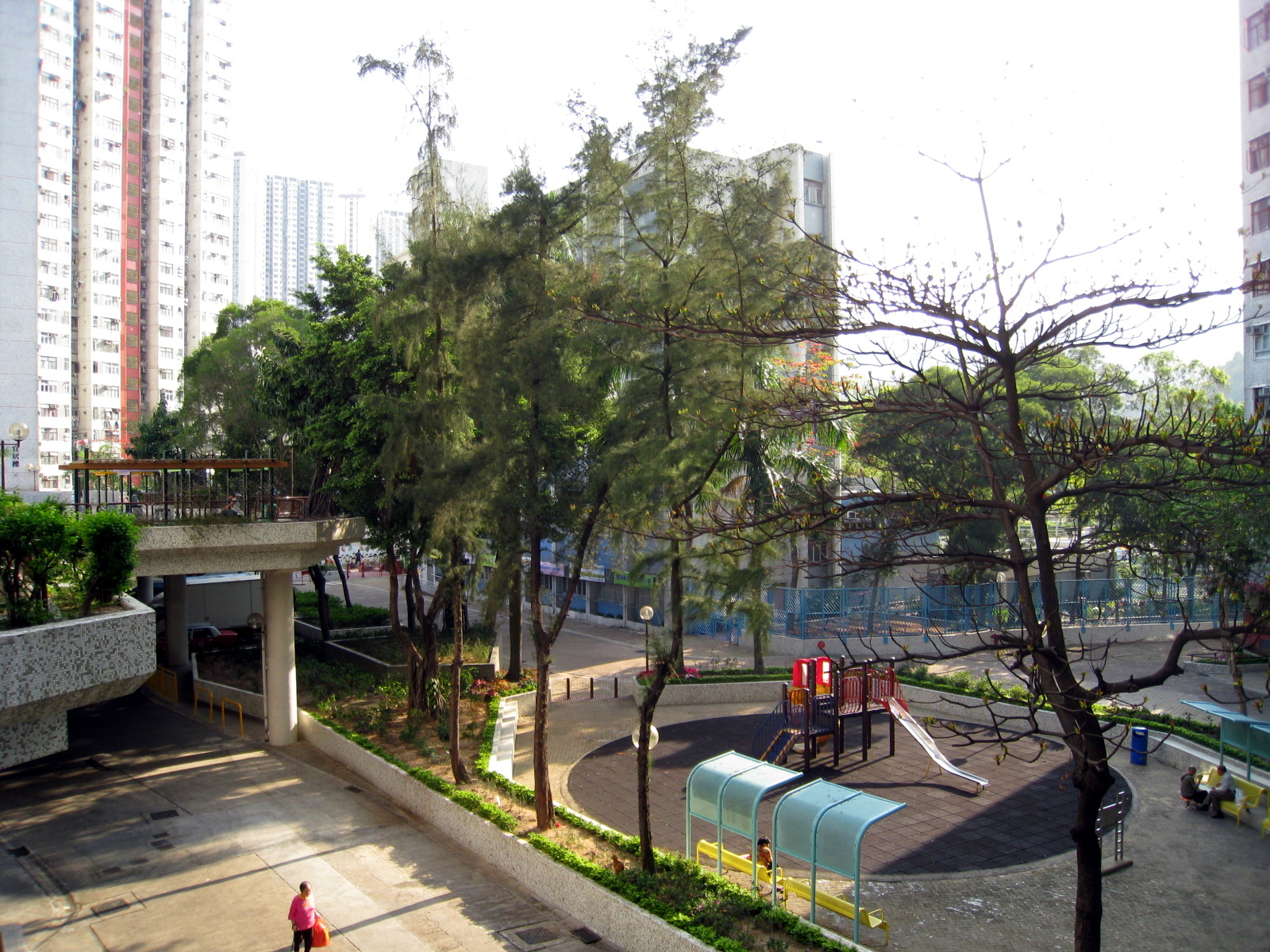
兒童遊樂場（3）
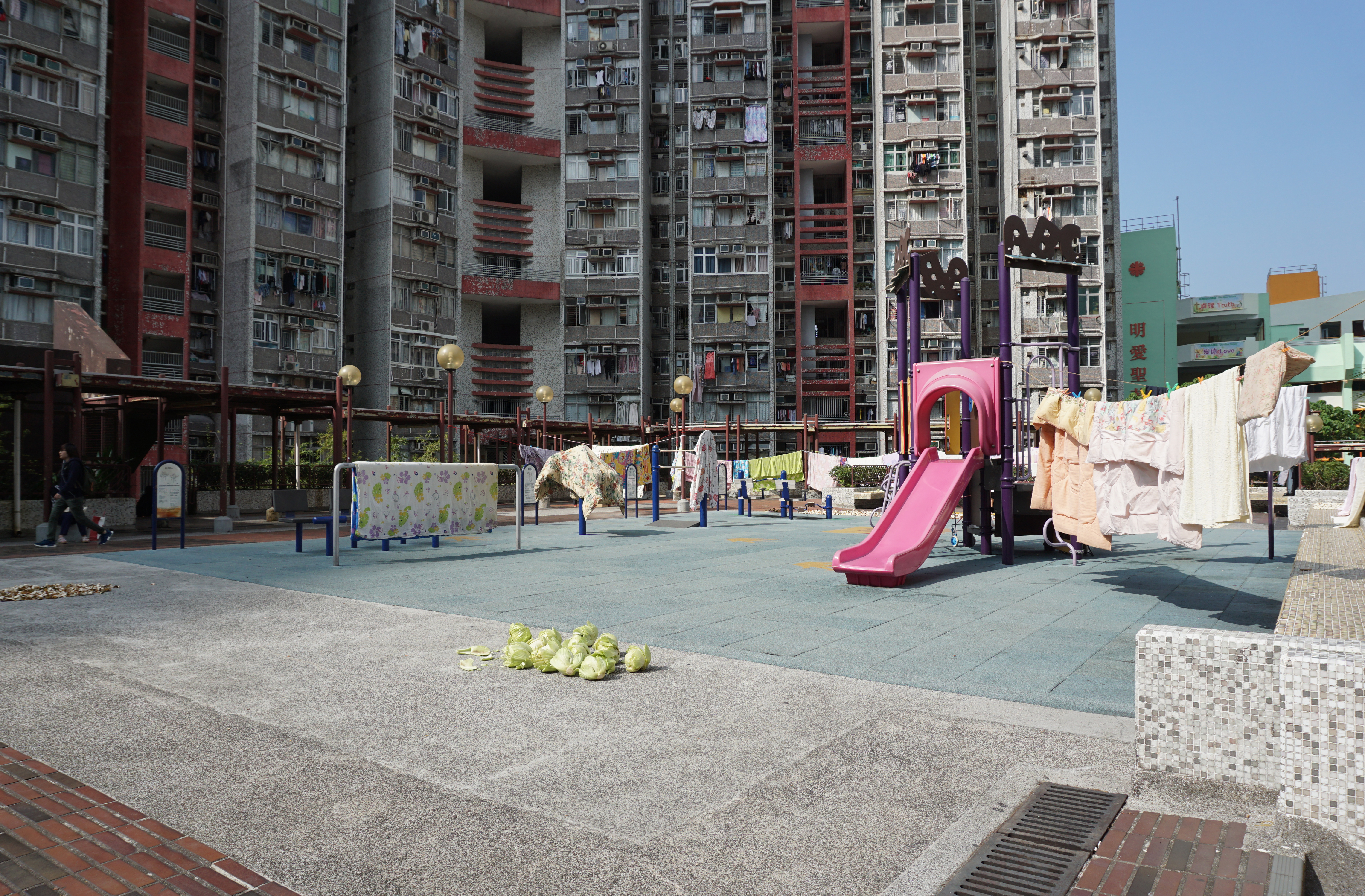
兒童遊樂場（4）及健體區
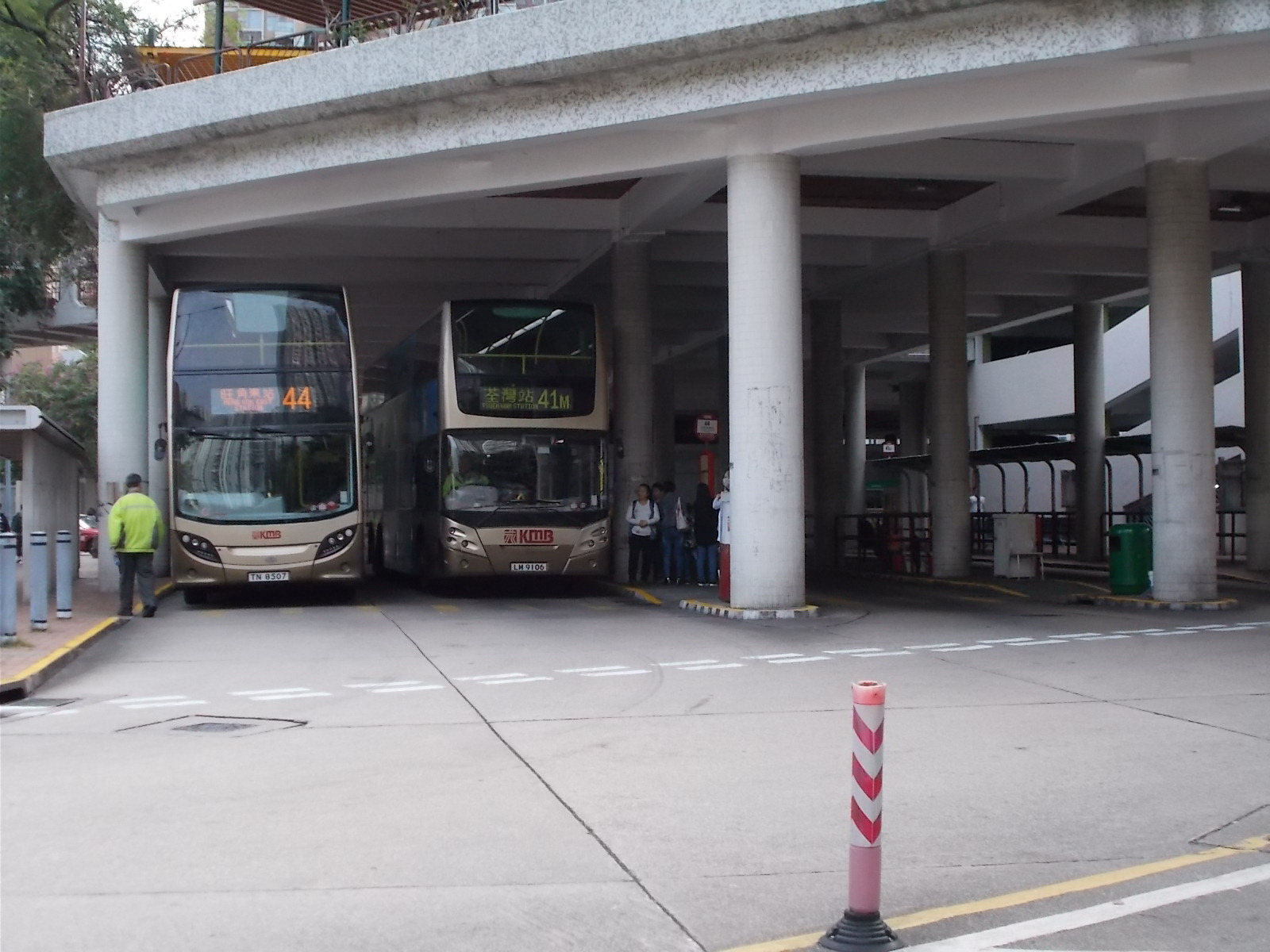
青衣邨巴士總站

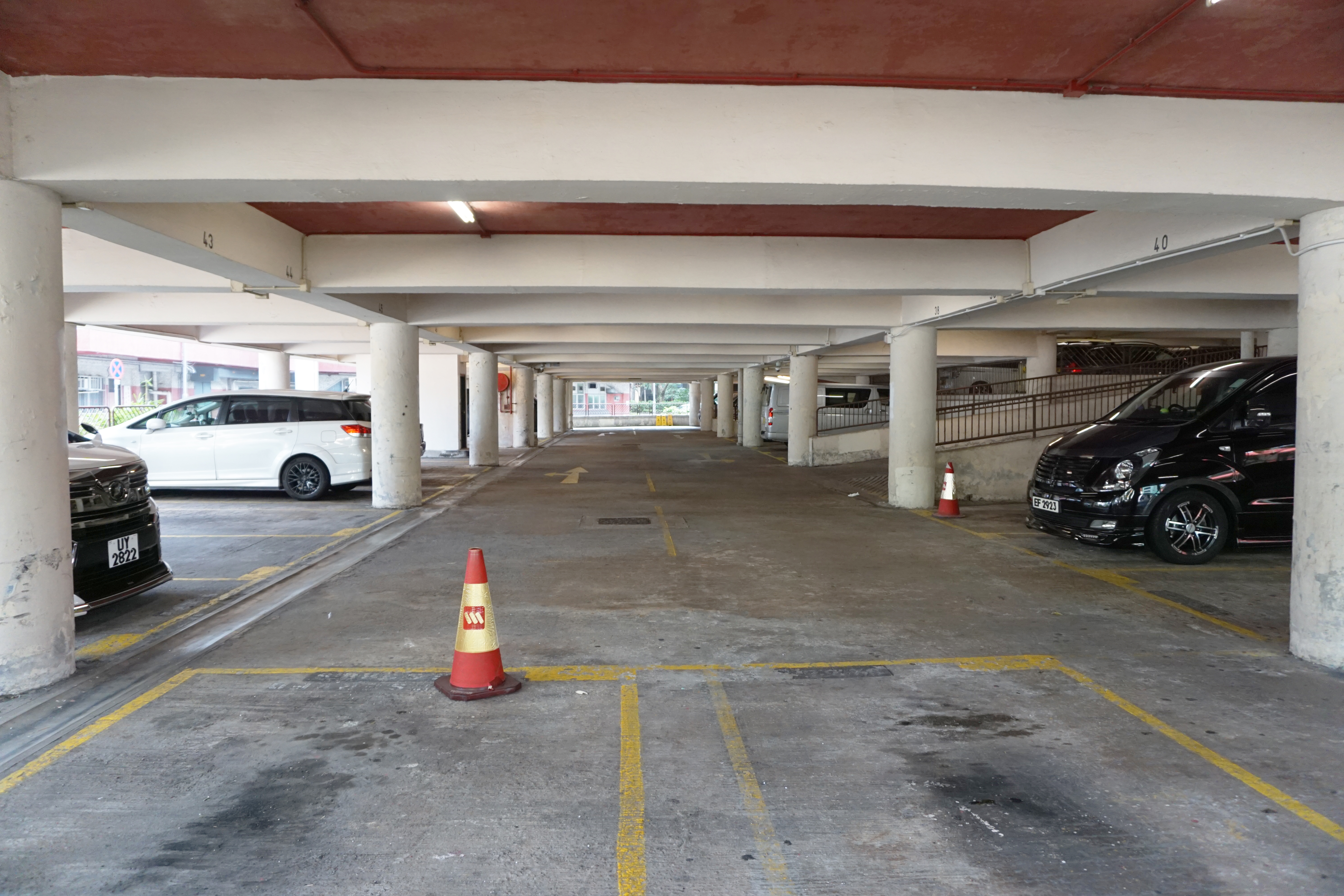
青衣停車場
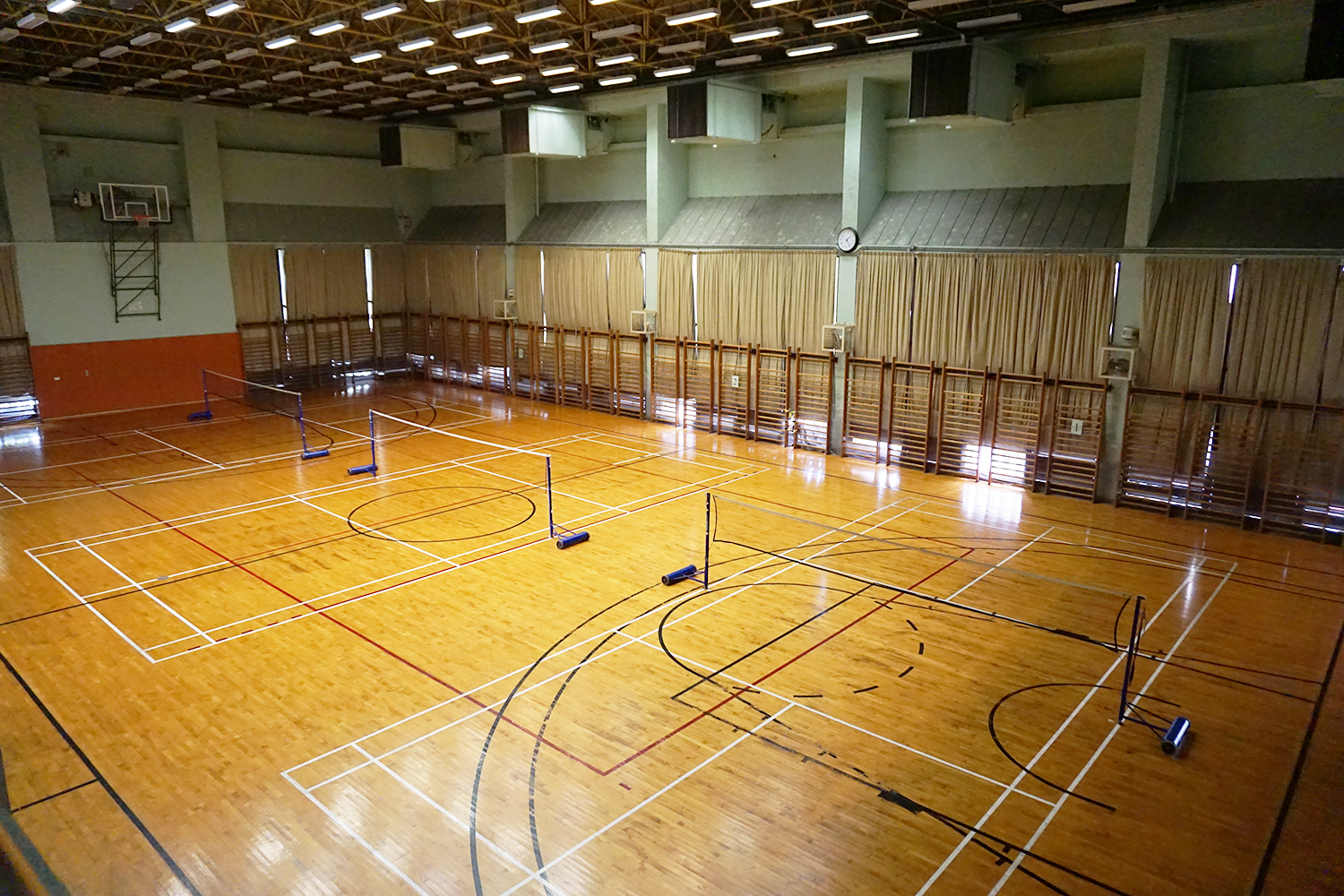
楓樹窩體育館
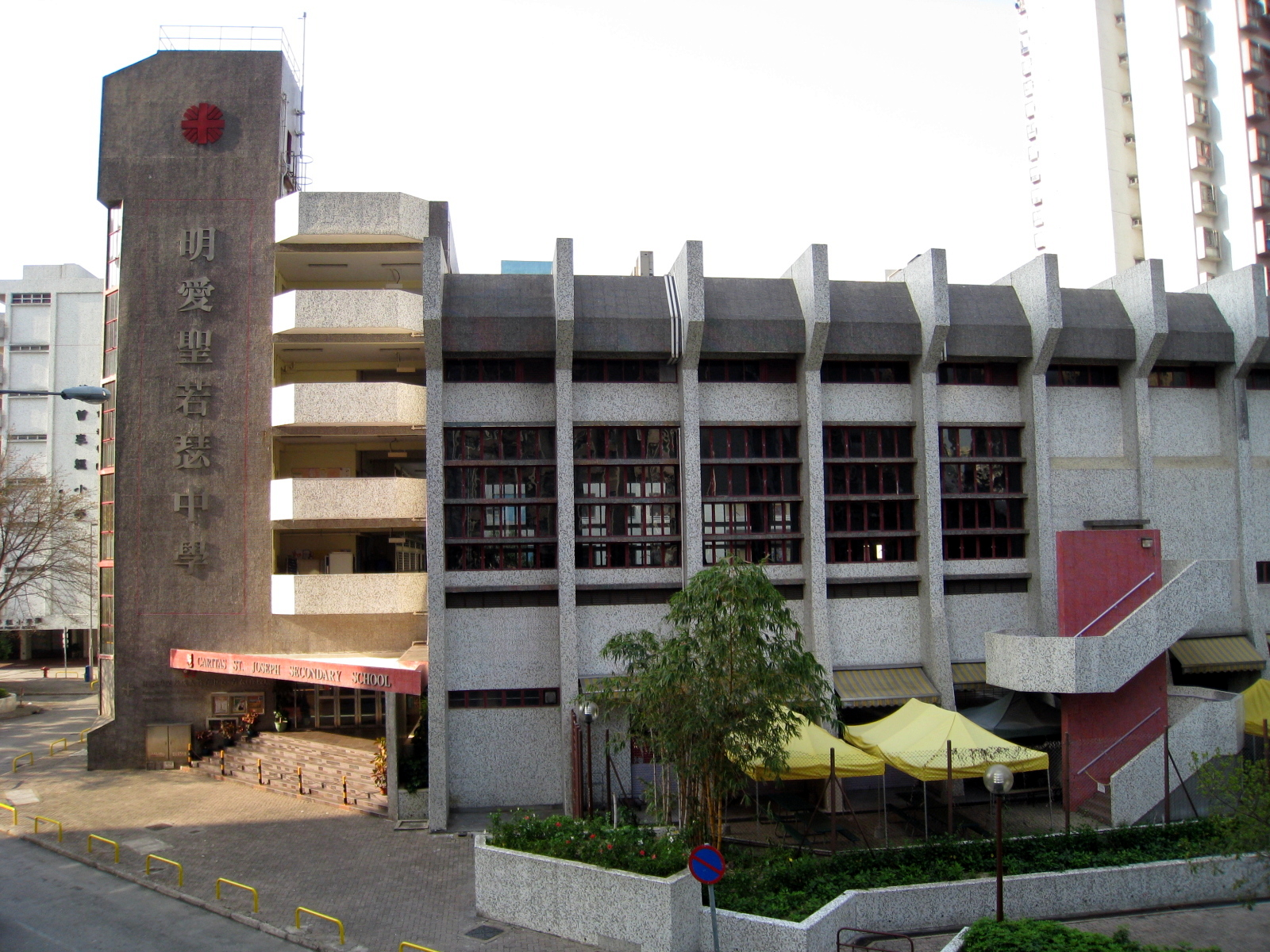
明愛聖若瑟中學
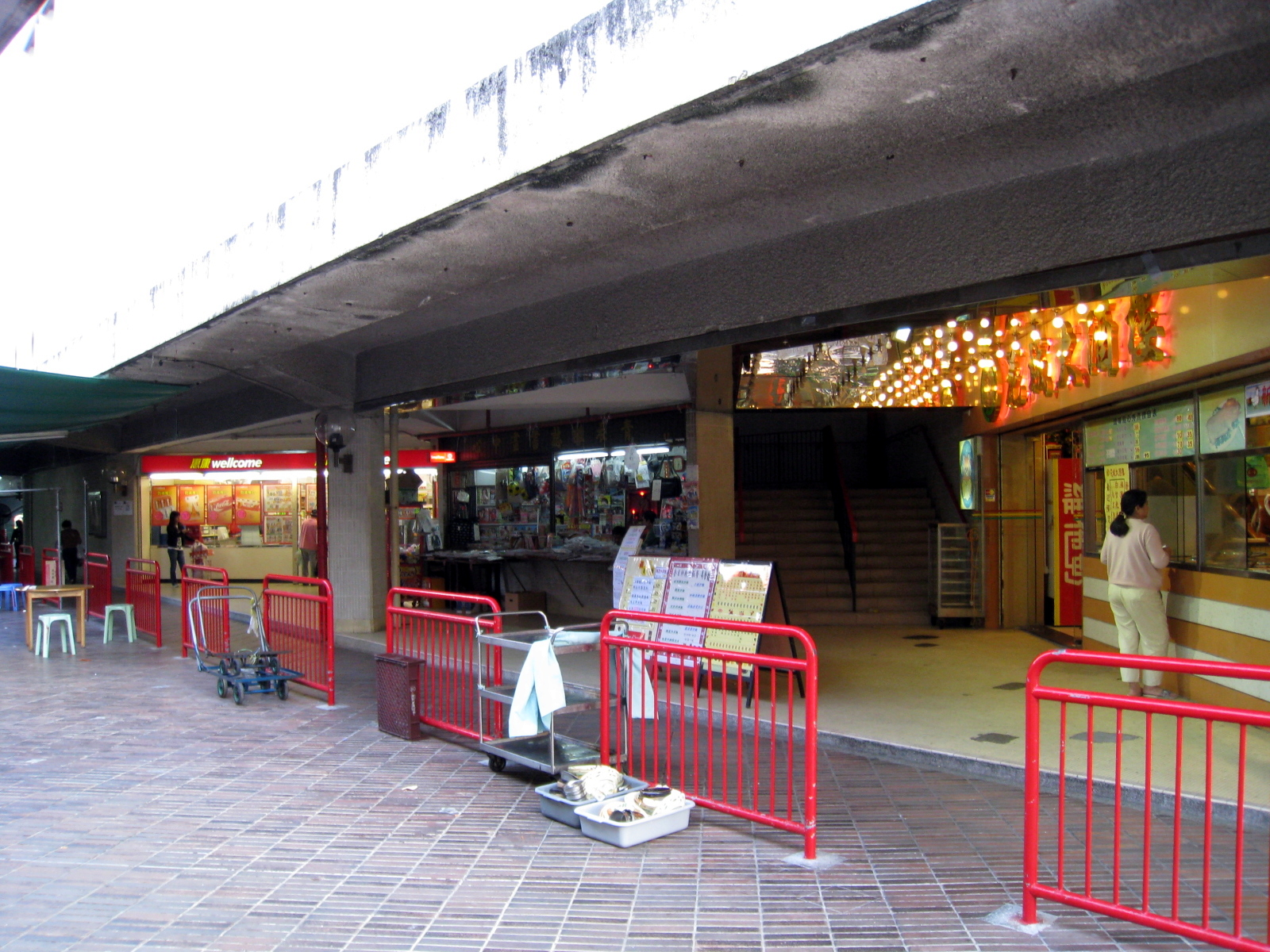
青衣邨商場（2008年）
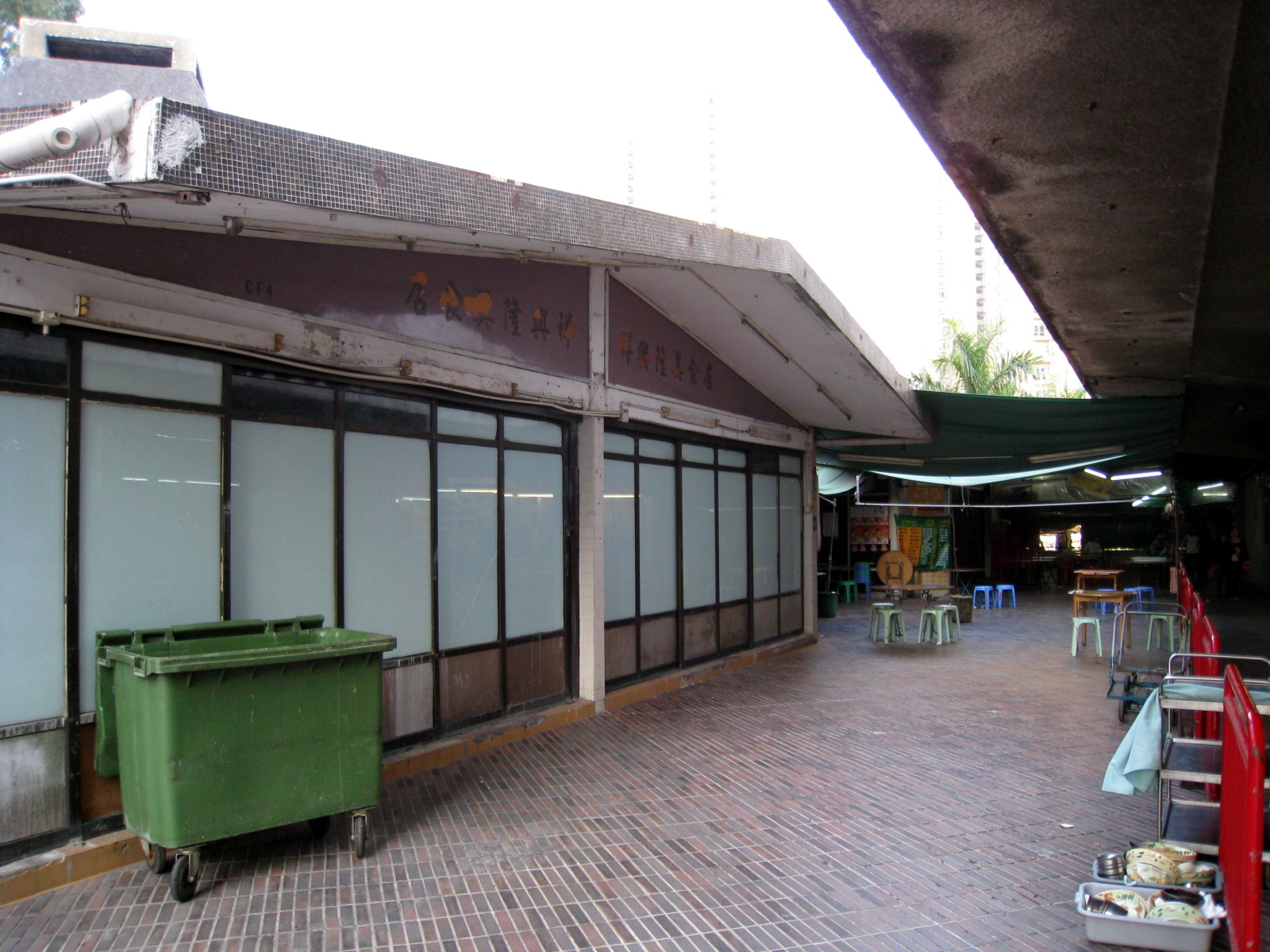
部份空置熟食亭（2008年）

## 著名居民
- 林莉：前無綫電視女藝員
- 徐菁遙（徐淑敏）：前無綫電視女藝員